# Andreas Quednau
Andreas Quednau (* 1967 in Berlin) ist ein deutscher Architekt und Hochschullehrer.

## Leben
Quednau schloss sein Architekturstudium an der Technischen Universität Berlin mit dem akademischen Grad Diplom-Ingenieur ab und erhielt als weiteren Grad einen Master (mit Auszeichnung) in Advanced Architectural Design von der Columbia University, Graduate School for Architecture Planning and Preservation in New York City. 2001 gründete er mit Sabine Müller das Büro SMAQ für Architektur, Städtebau und Research, das seit 2005 von Berlin aus tätig ist.
Er war von 2005 bis 2007 und von 2008 bis 2009 wissenschaftlicher Mitarbeiter an der Technischen Universität Berlin, von 2007 bis 2008 übernahm er die Vertretungsprofessur für öffentliche Gebäude, öffentliche Räume und Städtebau an der Staatlichen Akademie der Bildenden Künste Stuttgart, wo er zwischen 2009 und 2015 ordentlicher Professor für öffentliche Gebäude, öffentliche Räume und Städtebau war. 2015 wurde er auf die Professur für Städtebauliches Entwerfen an der Fakultät für Architektur und Landschaft der Gottfried Wilhelm Leibniz Universität Hannover berufen.

## Auszeichnungen (Auswahl)
- Hans-Schaefers-Preis 1998 des BDA Berlin[4]
- Niedersächsischer Staatspreis für Architektur 2020[5]
- Deutscher Architekturpreis 2021[6]